# Zweden op de Olympische Zomerspelen 1976
Zweden nam deel aan de Olympische Zomerspelen 1976 in Montréal, Canada. Ten opzichte van de vorige editie werd evenveel goud gewonnen. Het totale aantal medailles nam echter sterk af van 16 naar 5.

## Medaillewinnaars

### 1Goud
- Anders Gärderud — Atletiek, mannen 3000 meter Steeplechase
- Bernt Johansson — Wielersport, mannen individuele wegwedstrijd
- Hans Jacobson, Carl von Essen, Rolf Edling, Göran Flodström en Leif Högström — Schermen, mannenteam Degen
- John Albrechtson en Ingvar Hansson — Zeilen, Tempest klasse

### 2Zilver
- Ulrika Knape — Schoonspringen, vrouwen platform

## Deelnemers en resultaten per onderdeel

### Atletiek
Mannen, 800 meter
- Ake Svensson
  - Serie - 1:48.86 (→ ging niet verder)

Mannen, marathon
- Göran Bengtsson - 2:17.39 (→ 14e plaats)

Mannen, hoogspringen
- Rune Almen
  - Kwalificatie - 2,16 m
  - Finale - 2,18 m (→ 10e plaats)

Mannen, discuswerpen
- Ricky Bruch
  - Kwalificatie - 58.06m (→ ging niet verder)

Mannen 20km snelwandelen
- Bengt Simonsen - 1:35.31 (→ 26e plaats)

### Boksen
- Leo Vainonen
- Ove Lundby
- Ulf Carlsson

### Boogschieten
Mannen, individueel:
- Rolf Svensson — 2412 punten (11e plaats)
- Gunnar Jervill — 2406 punten (14e plaats)

Vrouwen, individueel:
- Anna-Lisa Berglund — 2340 punten (11e plaats)
- Lena Sjoholm — 2322 punten (13e plaats)

### Kanovaren
- Eric Zeidlitz
- Marita Skogh
- Sakari Peltonen
- Håkan Mattsson
- Bernt Lindelöf
- Anders Larsson
- Kjell Hasselqvist
- Göran Backlund
- Lars Andersson
- Berndt Andersson
- Anders Andersson

### Moderne vijfkamp
- Hans Lager
- Bengt Lager
- Gunnar Jacobson

### Paardensport
- Jan-Olof Wannius

### Schoonspringen
- Susanne Wetteskog
- Agneta Henrikson
- Ulrika Knape

### Wielersport
Mannen individuele wegwedstrijd
- Bernt Johansson — 4:46.52 (→ Goud)
- Sven-Åke Nilsson — 4:49.01 (→ 29e plaats)
- Leif Hansson — niet gefinisht (→ niet geklasseerd)
- Alf Segersäll — niet gefinisht (→ niet geklasseerd)

### Zwemmen
- Ann-Sofi Roos
- Svante Rasmuson
- Peter Pettersson
- Ylva Persson
- Diana Olsson
- Anders Norling
- Pia Mårtensson
- Gunilla Lundberg
- Dan Larsson
- Bengt Jänsson
- Ida Hansson
- Bengt Gingsjö
- Anette Fredriksson
- Leif Ericsson
- Mikael Brandén
- Anders Bellbring
- Pär Arvidsson
- Gunilla Andersson

Amerikaanse Maagdeneilanden · Andorra · Antigua en Barbuda · Argentinië · Australië · Bahama's · Barbados · België · Belize · Bermuda · Bolivia · Bondsrepubliek Duitsland · Brazilië · Bulgarije · Canada · Chili · Colombia · Costa Rica · Cuba · Denemarken · Dominicaanse Republiek · Duitse Democratische Republiek · Ecuador · Egypte · Fiji · Filipijnen · Finland · Frankrijk · Griekenland · Groot-Brittannië · Guatemala · Haïti · Honduras · Hongarije · Hongkong · Ierland · IJsland · India · Indonesië · Iran · Israël · Italië · Ivoorkust · Jamaica · Japan · Joegoslavië · Kaaimaneilanden · Kameroen · Koeweit · Libanon · Liechtenstein · Luxemburg · Maleisië · Marokko · Mexico · Monaco · Mongolië · Nederland · Nederlandse Antillen · Nepal · Nicaragua · Nieuw-Zeeland · Noord-Korea · Noorwegen · Oostenrijk · Pakistan · Panama · Papoea-Nieuw-Guinea · Paraguay · Peru · Polen · Portugal · Puerto Rico · Roemenië · San Marino · Saoedi-Arabië · Senegal · Singapore · Sovjet-Unie · Spanje · Suriname · Thailand · Trinidad en Tobago · Tsjecho-Slowakije · Tunesië · Turkije · Uruguay · Venezuela · Verenigde Staten · Zuid-Korea · Zweden · Zwitserland